# World Games/Rugby

Die World Games sind alle vier Jahre ein wichtiges Ereignis für die nichtolympischen Sportarten. Die Spiele werden von der International World Games Association – IWGA ausgerichtet. Das Rugbyturnier wird bei den World Games seit 2001 in Form von 7er-Rugby gespielt.

## World Games 2001
Die 6. World Games wurden vom 16. bis 26. August 2001 im japanischen Akita ausgetragen.
| Disziplin | Gold    | Silber     | Bronze     |
| --------- | ------- | ---------- | ---------- |
| 7er-Rugby | Fidschi | Neuseeland | Australien |

## World Games 2005

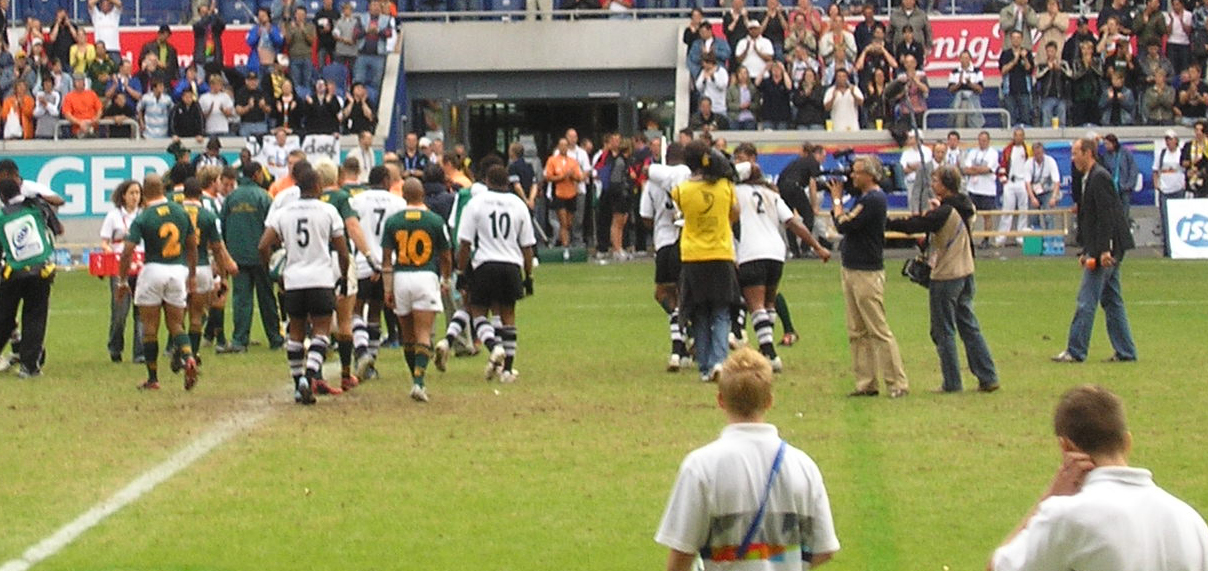
Die Rugby-Mannschaften des Cup-Finals nach dem Sieg der Fidschi-Inseln

Die 7. World Games wurden vom 14. bis 24. Juli 2005 im deutschen Duisburg ausgetragen.
Siehe auch: World Games 2005/Medaillenspiegel
| Disziplin | Gold    | Silber    | Bronze      |
| --------- | ------- | --------- | ----------- |
| 7er-Rugby | Fidschi | Südafrika | Argentinien |

| Mannschaft 1           | Mannschaft 2           | Ergebnis |
| ---------------------- | ---------------------- | -------- |
| Fidschi                | Japan                  | 38 : 0   |
| Vereinigtes Königreich | Deutschland            | 24 : 7   |
| Fidschi                | Deutschland            | 43 : 5   |
| Vereinigtes Königreich | Japan                  | 26 : 7   |
| Japan                  | Deutschland            | 42 : 17  |
| Fidschi                | Vereinigtes Königreich | 33 : 17  |

| Platz | Mannschaft             |
| ----- | ---------------------- |
| 1.    | Fidschi                |
| 2.    | Vereinigtes Königreich |
| 3.    | Japan                  |
| 4.    | Deutschland            |

| Mannschaft 1                    | Mannschaft 2               | Ergebnis                   |
| Halbfinalspiele Plätze 1–4      | Halbfinalspiele Plätze 1–4 | Halbfinalspiele Plätze 1–4 |
| ------------------------------- | -------------------------- | -------------------------- |
| Fidschi                         | Argentinien                | 21 : 14                    |
| Südafrika                       | Vereinigtes Königreich     | 52 : 0                     |
| Spiel um Platz 3 (Plate-Finale) |                            |                            |
| Argentinien                     | Vereinigtes Königreich     | 22 : 10                    |
| Spiel um Platz 1 (Cup-Finale)   |                            |                            |
| Fidschi                         | Südafrika                  | 31 : 26                    |

| Mannschaft 1 | Mannschaft 2 | Ergebnis |
| ------------ | ------------ | -------- |
| Argentinien  | Frankreich   | 17 : 5   |
| Südafrika    | USA          | 38 : 12  |
| Argentinien  | USA          | 28 : 14  |
| Südafrika    | Frankreich   | 45 : 14  |
| Frankreich   | USA          | 38 : 7   |
| Argentinien  | Südafrika    | 12 : 17  |

| Platz | Mannschaft  |
| ----- | ----------- |
| 1.    | Südafrika   |
| 2.    | Argentinien |
| 3.    | Frankreich  |
| 4.    | USA         |

| Mannschaft 1                   | Mannschaft 2               | Ergebnis                   |
| Halbfinalspiele Plätze 5–8     | Halbfinalspiele Plätze 5–8 | Halbfinalspiele Plätze 5–8 |
| ------------------------------ | -------------------------- | -------------------------- |
| Japan                          | USA                        | 42 : 17                    |
| Frankreich                     | Deutschland                | 35 : 12                    |
| Spiel um Platz 7               |                            |                            |
| Japan                          | Deutschland                | 31 : 17                    |
| Spiel um Platz 5 (Bowl-Finale) |                            |                            |
| USA                            | Frankreich                 | 0 : 20                     |

## World Games 2009
Die 8. World Games wurden vom 16. bis 26. Juli 2009 im taiwanischen Kaohsiung ausgetragen.
| Disziplin | Gold    | Silber   | Bronze    |
| --------- | ------- | -------- | --------- |
| 7er-Rugby | Fidschi | Portugal | Südafrika |

| Mannschaft 1 | Mannschaft 2 | Ergebnis |
| ------------ | ------------ | -------- |
| Südafrika    | Taiwan       | 29 : 0   |
| Portugal     | USA          | 22 : 7   |
| Südafrika    | Portugal     | 7 : 5    |
| Taiwan       | USA          | 22 : 17  |
| Südafrika    | USA          | 26 : 7   |
| Portugal     | Taiwan       | 19 : 5   |

| Platz | Mannschaft |
| ----- | ---------- |
| 1.    | Südafrika  |
| 2.    | Portugal   |
| 3.    | Taiwan     |
| 4.    | USA        |

| Mannschaft 1                    | Mannschaft 2               | Ergebnis                   |
| Halbfinalspiele Plätze 1–4      | Halbfinalspiele Plätze 1–4 | Halbfinalspiele Plätze 1–4 |
| ------------------------------- | -------------------------- | -------------------------- |
| Portugal                        | Argentinien                | 19 : 12                    |
| Fidschi                         | Südafrika                  | 21 : 7                     |
| Spiel um Platz 3 (Plate-Finale) |                            |                            |
| Südafrika                       | Argentinien                | 17 : 0                     |
| Spiel um Platz 1 (Cup-Finale)   |                            |                            |
| Fidschi                         | Portugal                   | 43 : 10                    |

| Mannschaft 1 | Mannschaft 2 | Ergebnis |
| ------------ | ------------ | -------- |
| Fidschi      | Hong Kong    | 26 : 10  |
| Argentinien  | Japan        | 15 : 5   |
| Fidschi      | Japan        | 19 : 10  |
| Argentinien  | Hong Kong    | 31 : 0   |
| Argentinien  | Fidschi      | 17 : 7   |
| Japan        | Hong Kong    | 20 : 5   |

| Platz | Mannschaft  |
| ----- | ----------- |
| 1.    | Argentinien |
| 2.    | Fidschi     |
| 3.    | Japan       |
| 4.    | Hong Kong   |

| Mannschaft 1                   | Mannschaft 2               | Ergebnis                   |
| Halbfinalspiele Plätze 5–8     | Halbfinalspiele Plätze 5–8 | Halbfinalspiele Plätze 5–8 |
| ------------------------------ | -------------------------- | -------------------------- |
| Taiwan                         | Hong Kong                  | 17 : 12                    |
| USA                            | Japan                      | 29 : 24                    |
| Spiel um Platz 7               |                            |                            |
| Japan                          | Hong Kong                  | 20 : 5                     |
| Spiel um Platz 5 (Bowl-Finale) |                            |                            |
| USA                            | Taiwan                     | 21 : 19                    |